# Екатерина Йосифова
Екатерина Петрова Йосифова е българска поетеса.

## Биография
Родена е на 4 юни 1941 г. в Кюстендил. Учи в родния си град, но завършва средното си образование в София, в 20-о училище „Тодор Минков“. Завършва руска филология в Софийския университет (1964). Работи като учител в Дупница и Кюстендил (1968–1970), журналист в редакцията на в. „Звезда“ (Кюстендил) (1971–1972), драматург в Кюстендилския драматичен театър (1972-1981), завеждащ на отдел „Поезия“ и главен редактор на литературен алманах „Струма“ (1981–1990). Има дъщеря и син.
Нейни стихотворения са превеждани и публикувани в антологии и литературни издания в Австрия, Великобритания, Германия, Гърция, Индия, Италия, Русия, САЩ, Турция, Унгария, Франция и др., а в Северна Македония е издадена книгата ѝ „Ништо ново“, 2003, изд. „Штрк“, Скопие.
Почива на 13 август 2022 година.

## Признание и награди
Носител е на следните награди:
- Носител на орден „Кирил и Методий“, ІІІ степен (1982);[1]
- Годишни награди за поезия на Съюза на българските писатели за книгите „Къща в полето“ (1983), „Подозрения“ (1993) и „Ненужно поведение“ (1994);[1]
- Награда на Сдружението на българските писатели за най-добра книга на годината за „Малко стихотворения“ (1998);[1]
- Награда „Иван Николов“ за цялостно творчество (1999) и за стихосбирката „Тази змия“ (2010);
- Награда „Христо Г. Данов“ на Министерство на културата за художествена литература („Нагоре Надолу“, 2004);
- Награда „Николай Кънчев“ (2014)[5];
- „Орфеев венец“ (2017)[6][7].

Удостоена със званието Почетен гражданин на Кюстендил през 2001 г.
В края на януари 2010 г. департамент Нова българистика към Нов български университет организира Национална научна конференция „Екатерина Йосифова в българската литература и култура“.
На 1 април 2023 г. е отличена посмъртно с годишната награда за поезия „Константин Павлов“.

### Поезия
- „Късо пътуване“, 1969
- „Нощем иде вятър“, 1972
- „Посвещение“, 1978
- „Къща в полето“, 1983
- „Имена“, 1987
- „Подозрения“, 1993
- „Ненужно поведение“, 1994
- „Малко стихотворения“, София: Стигмати, 1998, 62 с.
- „Нищо ново (100 стихотворения)“, Пловдив: Жанет 45, 2001, 128 с.[13]
- „Нагоре-надолу“, София: Факел, 2004, 82 с.
- „Ръце“, Пловдив: Жанет 45, 2006, 71 с.
- „Тази змия“, Пловдив: Жанет 45, 2010, 68 с.
- „Тънка книжка“, Пловдив: Жанет 45, 2014, 39 с.

### Книги за деца
- „Истинска приказка за Поли“, 1994
- „Легенда за магичния певец“, 2000